# Hausrebe

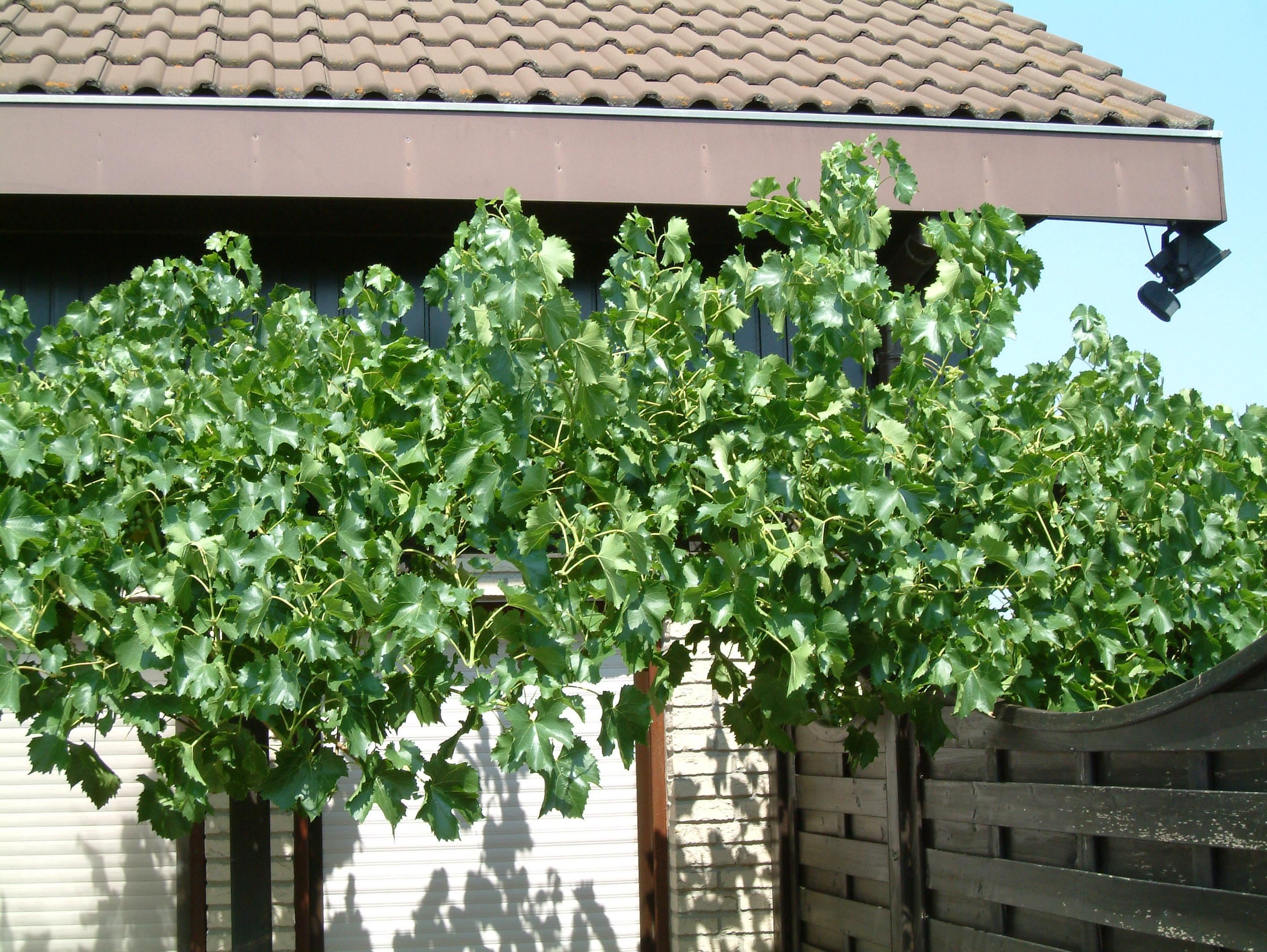
Hausrebe der Sorte White Resistant als Schattenspender vor einer Südwand

Hausrebe wird die Vorpflanzung einer Weinrebe vor eine Gebäudewand genannt. In der Regel handelt es sich dabei um die Fassade eines Wohnhauses oder Wirtschaftsgebäudes. Heute dient die Hausrebe in erster Linie zur Begrünung und Beschattung der Wand. Verbreitet ist sie vor allem in Gegenden, in denen Weinbau stattfindet.

## Ursprüngliche Funktion
Bevor ästhetische und klimatische Gesichtspunkte ins Spiel kamen, erfüllte eine Hausrebe vorrangig eine andere Funktion: Der Rebstock mit seinen tiefreichenden Wurzeln verhinderte wirkungsvoll das Feuchtwerden der Fundamente und Kellerräume. Gerade bei Fachwerkhäusern mit ihren Baustoffmischungen aus Stein, Lehm, Holz und Stroh droht bei fortdauernder Staunässe, dass sich an den betroffenen Wänden Salpeter bildet. Mitunter wurden sogar, um zugleich der Kellerfeuchte vorzubeugen, Hausreben direkt in den Kellerboden eingepflanzt und die Ranken durch Kellerfenster nach außen gezogen.

## Pflege
Eine Hausrebe ist eine relativ anspruchslose Pflanze. Sie benötigt einen nach Möglichkeit gegen längeren Dauerfrost geschützten Standort und kommt mit wenig Wasser und Nährstoffen aus. Die gesamte Pflege besteht aus dem Rückschnitt im Spätwinter oder zeitigen Frühjahr sowie dem Anbinden der beschnittenen Triebe an Rankhilfen. Hierzu eignen sich vor die Wand gespannte Drähte. Besonders nach Süden gelegene Hausfronten lassen sich auf diese Weise attraktiv begrünen.

## Sorten
In den letzten Jahren haben sich als Hausreben Tafeltraubensorten durchgesetzt, die Resistenz gegen Pilzerkrankungen aufweisen, so dass auf die Anwendung von Fungiziden verzichtet werden kann. Zu nennen sind hier zum Beispiel die weiße Sorte Palatina oder die rote Muscat Bleu. Wer keine Trauben ernten möchte, kann auch auf Zierreben ausweichen.

## Geschichte
In der Pfalz wurde die älteste bekannte Hausrebe um das Jahr 1500 im südpfälzischen Dorf Oberlustadt – heute Ortsteil der Gemeinde Lustadt – gepflanzt. Sie gehörte zur mittlerweile fast ausgestorbenen roten Sorte der Gänsfüßer-Rebe und entwickelte im Laufe von vier Jahrhunderten einen unregelmäßigen Stammdurchmesser von 60 bis 120 cm. Im Jahrhundertwinter 1929, als im Januar/Februar bei anhaltend −20 °C sogar der Rhein zufror, starb sie ab. Ihr Stamm ist im Historischen Museum der Pfalz in Speyer ausgestellt.
In Margreid an der Südtiroler Weinstraße findet man die älteste Hausrebe der Provinz. Sie stammt aus dem Jahr 1601 und trägt auch im 21. Jahrhundert immer noch in jedem Herbst um 80 kg Früchte.